# Piovino
Piovino ė una località di Vergano, una delle frazioni del comune di Borgomanero in provincia di Novara.

## Descrizione
Si trova sulla strada provinciale n.85 della provincia di Novara, tra Vergano e Gargallo, su un piccolo altopiano che delimita una valle in prosecuzione del lago d'Orta.
La formazione dell'attuale abitato risale agli anni intorno al 1870, con case con cortili e stalle. La località era caratterizzata dall'allevamento del bestiame e dalla viticultura nella zona di Muccia.
Negli archivi parrocchiali di Vergano, era registrata come Capsina Plodini .

## Chiesa di San Grato
La chiesa di San Grato al Piovino risale al XVII secolo ed è dedicata a san Grato, vescovo di Aosta, protettore dei campi dalle precipitazioni atmosferiche. Essa era preceduta da una cappella in cui celebravano messe i canonici della pieve di San Giuliano in Gozzano. La chiesa fu eretta per volontà del conte Tornielli, con un curato che abitava in una piccola casa nelle vicinanze. La chiesa subì in seguito diversi rimaneggiamenti. Sulla facciata vi è un affresco raffigurante il santo.